# Todi Ponte Rio
Todi Ponte Rio (włoski: Stazione di Todi Ponte Rio) – stacja kolejowa w Todi, w prowincji Perugia, w regionie Umbria, we Włoszech. Stacja znajduje się na linii Terni – Sansepolcro. W Todi znajduje się również inna stacja kolejowa Todi Ponte Naia.

## Historia
Stacja została otwarta 12 lipca 1915 w związku z otwarciem odcinka Terni-Umbertide.

## Linie kolejowe
- Terni – Sansepolcro

## Usługi
Usługi dostępne na stacji:
- kasy biletowe
- Poczekalnia
- Toalety